# Daniel Woodrell
Daniel Woodrell, né le 4 mars 1953 à Springfield dans le Missouri, est un écrivain américain de roman policier.

## Biographie
Élevé dans le Sud-Ouest du Missouri, il abandonne ses études pour s'engager dans les Marines. Revenu à la vie civile, il parcourt l'Amérique en stop et exerce plusieurs petits métiers, tout en fréquentant l'université de façon plus ou moins régulière.
Il obtient finalement un baccalauréat de l'Université du Kansas et une maîtrise en écriture dans une institution de l'Iowa.
Il aborde l'écriture par la publication de nouvelles dans des journaux de Washington et de New York.  Au milieu des années 1980, il se lance dans le roman policier.
À partir de 1986, et sur une douzaine d'années, il élabore une chronique policière d'une petite ville de la Louisiane dont divers membres de la famille Shade sont les protagonistes.
Après un roman historique, La Chevauchée avec le diable, ayant pour cadre la Guerre de Sécession américaine, il entreprend une trilogie de romans noirs situés dans la région des Monts Ozarks du Missouri, où Daniel Woodrell réside, plus précisément à West Plains, avec son épouse l'écrivain Katie Estill.
En 1996, il accole à son roman Faites-nous la bise (Give Us a Kiss) le sous-titre a Country Noir pour en désigner l'intrigue policière violente sur fond d'Amérique profonde.  L'expression, reprise dès lors par la critique, est depuis accolés aux récits de Woodrell qui présentent du milieu rural une atmosphère angoissante et violente. Ces romans désenchantés rappellent par leur critique implicite des valeurs américaines les grands romans noirs urbains de Raymond Chandler, de Jim Thompson et de Horace McCoy.
Winter's Bone par Debra Granik, Chevauchée avec le diable par Ang Lee et Tomato Red par Juanita Wilson (en) sont des adaptations cinématographiques de trois de ses romans.

## Œuvre

### Romans

#### Trilogie du Bayou
1. Under the Bright Lights (Henry Holt - 1986) Publié en français sous le titre Sous la lumière cruelle Paris, Rivages/Thriller, 1990 ; réédition, Paris Rivages/Noir no 117, 1991.
2. Muscle for the Wing (Henry Holt - 1988) Publié en français sous le titre Battement d'ailes, Paris, Rivages/Noir no 121, 1991.
3. The Ones You Do (Henry  Holt - 1992) Publié en français sous le titre Les Ombres du passé, Paris, Rivages/Noir no 194, 1994.

#### Romans indépendants
- Woe to Live on/Ride With the Devil (Henry Holt - 1987) Publié en français sous le titre Chevauchée avec le diable, Paris, Rivages/Thriller, 2001, réédition, Paris Rivages/Noir no 434, 2002.
- Give us a Kiss : a Country Noir (Henry Holt - 1996) Publié en français sous le titre Faites-nous la bise, Paris, Rivages/Noir no 296, 1998.
- Tomato Red (Henry Holt - 1998) Publié en français sous le titre La Fille aux cheveux rouge tomate, Paris, Rivages/Noir no 381, 2001.
- The Death of Sweet Mister (Henry Holt - 2001) Publié en français sous le titre La Mort du petit cœur, Paris, Rivages/Noir no 433, 2002.
- Winter's Bone (Henry Holt - 2006) Publié en français sous le titre Un hiver de glace, Paris, Rivages/Thriller, 2007 ; réédition, Paris, Rivages/Noir no 803, 2011.
- The Maid's Version (Little, Brown and Company - 2013) Publié en français sous le titre Un feu d'origine inconnue, Paris, Autrement, 2014

### Recueil de nouvelles
- The Outlaw Album (Little, Brown and Company - 2011)[2]Publié en français sous le titre Manuel du hors-la-loi, Paris, Rivages/Thriller, 2013 ; réédition, Paris, Rivages/Noir no 982, 2015.

### Nouvelles isolées
- Sudden Pictures (2012)

## Adaptations

### Au cinéma
- 1999 : Chevauchée avec le diable (Ride with the Devil), film américain réalisé par Ang Lee, d'après le roman éponyme, avec Skeet Ulrich, Tobey Maguire et Jeffrey Wright.
- 2010 : Winter's Bone, film américain réalisé par Debra Granik, d'après le roman éponyme, avec Jennifer Lawrence et John Hawkes.
- 2017 : Tomato Red, film irlando-canadien réalisé par Juanita Wilson (en), d'après le roman éponyme, avec Julia Garner, Jake Weary, Nick Roux et Anna Friel.

## Prix et distinctions notables

### Prix
- Prix du PEN club USA 1999 pour La Fille aux cheveux rouge tomate (Tomato Red).
- Prix Mystère de la Critique 2008 décerné pour le roman Un hiver de glace (Winter's Bone)[3].

### Nominations
- Prix Hammett 1992 pour The Ones You Do[4].              .
- Prix Hammett 1998 pour La Fille aux cheveux rouge tomate (Tomato Red)[4].